# Doaa el-Adl
Doaa el-Adl (in arabo دعاء العدل‎?; Damietta, 6 febbraio 1979) è una vignettista egiziana che lavora per il quotidiano Al-Masry Al-Youm, nota per le sue vignette satiriche con forti temi politici, sociali o religiosi. È stata citata come la fumettista femminile più famosa d'Egitto. Il suo lavoro presso Al-Masry Al-Youm ha ricevuto notevole attenzione e ha creato polemiche. Vive e lavora al Cairo. Ha ricevuto vari premi e riconoscimenti nazionali e internazionali, in particolare per il suo coraggio.

## Biografia
Nata nel 1979 a Damietta ha studiato Belle Arti all'Università di Alessandria, laureandosi nel 2000, sezione decorazione, teatro e cinema. Ha poi lavorato nella decorazione d'interni a Damietta. Quindi, ad Alessandria, ha illustrato libri per bambini. Alla fine si è stabilita al Cairo. All'inizio ha ottenuto un lavoro come modellista in una rivista di computer. Ha pubblicato una prima illustrazione sul blog Bent masriya (Ragazza egiziana) ma l'eco è limitata. Le interessano le vignette sulla stampa e cerca di farsi conoscere, incontra fumettisti affermati e mostra i suoi disegni.

## Carriera
Ha iniziato a pubblicare caricature nel 2005 grazie al supporto del fumettista Amr Sélim, che all'epoca le ha dato accesso alla redazione del quotidiano Al-Dustour. Ha poi lavorato come fumettista per diversi giornali: Al-Dustour, Rose al-Yûsuf e Sabah El Kheir, e ha prodotto illustrazioni per Qatr El Nada, Alaa El Din e Bassem. Viene infine utilizzata da Al-Masri Al-Youm.
Nel 2009 è diventata la prima donna egiziana a ricevere un riconoscimento giornalistico per le caricature. Nel 2014, El Adl è stata premiata nell'ambito della campagna Cartooning for Peace del Centro di informazione regionale delle Nazioni Unite per l'Europa occidentale (UNRIC). Il riconoscimento le è stato consegnato dall'ex Segretario Generale delle Nazioni Unite Kofi Annan, il quale ha sostenuto che questo premio "vuole distinguere coloro che mettono la loro voce e il loro talento artistico al servizio della pace e della tolleranza e che usano un linguaggio universale di immagini per informare, educare e celebrare la nostra comune umanità". Nel 2016 è stata inclusa in un elenco stabilito dalla BBC chiamato "100 Women" e che mette in evidenza le donne considerate influenti per la loro attività.

### Vignette polemiche
Dopo la rivoluzione egiziana del 2011, il suo lavoro è diventato fortemente critico nei confronti del presidente Mohamed Morsi.
Nel dicembre 2012, una sua vignetta pubblicata da Al-Masry Al-Youm suscita forti reazioni: rappresenta un angelo che informa Adamo ed Eva che sarebbero potuti rimanere nel Giardino dell'Eden se avessero votato per il candidato giusto. Per lei questa vignetta è una critica ai “politici che approfittano della religione e la usano per dominare e influenzare la gente semplice”, ma viene accusata di blasfemia da Khaled El Masry, avvocato salafita e poi segretario generale del Centro Nazionale per la Difesa delle Libertà del Fronte Salafita La causa contro di lei sostiene che la vignetta insulta il ruolo di Adam nell'Islam.  Un'indagine è stata ordinata dal procuratore generale Talaat Abdallah, ma questa procedura è stata abbandonata dopo il colpo di stato del 3 luglio 2013 in Egitto.
Lo stesso anno, è stata interrogata dallo stesso procuratore generale Talaat Abdallah per una vignetta in cui criticava gli islamisti in Egitto e la loro influenza in politica. Il fumettista brasiliano Carlos Latuff la sostiene con un disegno che la ritrae mentre si difende da un islamista con una matita a forma di lancia.
Nel febbraio 2013, ha creato un cartone animato per criticare le mutilazioni genitali femminili: raffigura un uomo dall'aspetto squallido che sale una scala e impugna un paio di forbici per tagliare un fiore rosso tra le gambe di una donna. Parlando alla conferenza di Clitoraid nel 2013, ha spiegato: "Prima della rivoluzione, disegnavo casualmente sulle questioni delle donne e sui loro problemi, ma ora sono costretta a disegnare queste caricature sulle donne per difendere la mia stessa esistenza, la mia libertà personale che è minacciata sotto il dominio dei Fratelli Musulmani". Famose anche le sue vignette raffiguranti il processo al presidente Hosni Mubarak.
Nel 2016 il suo lavoro si è concentrato su questioni internazionali come la Brexit, l'attacco all'Università di Charsadda e le campagne contro la violenza nei riguardi delle donne.

## Premi
- 2009 - Distinzione giornalistica del sindacato dei giornalisti egiziani nella caricatura.
- 2013 - 41º Premio Forte dei Marmi per la satira politica, nella categoria disegni satirici internazionali.[15]
- 2014 - Premiata nell'ambito della campagna Cartooning for Peace dell'UNRIC.